# Two Weeks Last Summer
Two Weeks Last Summer ist ein Soloalbum des englischen Folk-Rock-Musikers Dave Cousins, bekannter als Mitglied der Strawbs, das dieser mit Unterstützung zahlreicher anderer prominenter Rockmusiker 1972 aufgenommen hat.

## Titelliste
1. Two Weeks Last Summer – 3:07
2. October to May – 2:27
3. Blue Angel ("Divided"; "Half Worlds Apart"; "At Rest") – 9:48
4. That's the Way It Ends (including "The World") – 3:00
5. The Actor – 4:28
6. When You Were a Child – 3:02
7. Ways and Means – 4:22
8. We'll Meet Again Sometime – 4:48
9. Going Home – 3:24

## Entstehungsgeschichte
Neben seiner Tätigkeit als Mitglied der Strawbs stellte Cousins 1972 das Album Two Weeks Last Summer aus eigenem Material zusammen, das bisher nicht auf Strawbs-Platten veröffentlicht worden war. Dazu wurden Musiker aus der Folk- und Rockszene eingeladen, die sich zu diesem Zeitpunkt schon einen eigenen Ruf erworben hatten, so Roger Glover von Deep Purple und Jon Hiseman von Colosseum. Die Platte wurde im Juni 1972 im "The Manor"-Studio bei Oxford eingespielt und im Oktober darauf veröffentlicht. Auch Dave Lambert, der kurz darauf Mitglied der Strawbs werden sollte, war vertreten. Stilistisch verbindet sie, wie die darauf folgenden Strawbs-Alben, Folk und Rock mit Tendenzen zum Hard- und Progressive Rock.
"Going Home" wurde später als Single veröffentlicht. Dieser Titel war ursprünglich als Solo-Single von Dave Lambert vorgesehen.

## Mitwirkende
(soweit nicht oben genannt)
- Tom Newman – Gesang
- Robert Kirby (The Robert Kirby Wind Septet) – Blasinstrumente

Es werden ferner noch "The Kidlington Cossacks" (vermutlich ein Chor) und eine unbekannte Person namens "Lampoon" genannt.

## Veröffentlichungen
| Land           | Datum     | Label       | Format    | Katalog    |
| -------------- | --------- | ----------- | --------- | ---------- |
| Großbritannien | Okt. 1972 | A&M Records | stereo LP | AMLH 68118 |
| Kanada         | Okt. 1972 | A&M Records | stereo LP | SP 9008    |
|                |           | A&M Records | MC        | ZCAM 68118 |
| Großbritannien | 2003      | SDR Records | CD        | SDRCD 010  |

## Rezeption
Der Journalist Richie Unterberger befand, dem Album fehle die Dynamik einer Gruppe, und es enthalte auch nicht unbedingt die besten Lieder von Cousins. Im Ganzen folge das Album der Entwicklung der Strawbs von einer Folk- hin zu einer Folk-Rock-Gruppe. Dieser Eindruck werde durch die Mitwirkung Dave Lamberts verstärkt, der später reguläres Mitglied der Strawbs werden sollte. Es seien jedoch auch Stücke vorhanden, auf denen Cousins alleine singe und sich auf dem Klavier begleite. Auch psychedelische Elemente seien festzustellen. Einige Titel seien bereits mit den Strawbs aufgenommen worden, jedoch erst viel später erschienen.
Ken Levine von Prog Archives ist hingegen der Meinung, dass das Album einige der besten Werke von Cousins in ihrer jeweils besten Version enthält. Es sei allein durch Cousins’ Stimme kaum von anderen Strawbs-Produktionen zu unterscheiden. Allerdings seien auch einige höchstens mittelmäßige Titel enthalten.